# Hoa thiên điểu (phim truyền hình)
Hoa thiên điểu là một bộ phim truyền hình được thực hiện bởi M&T Pictures do Đinh Hà và Nhâm Minh Hiền làm đạo diễn. Phim phát sóng vào lúc 18h00 từ thứ 4 đến thứ 7 hàng tuần bắt đầu từ ngày 26 tháng 11 năm 2008 và kết thúc vào ngày 24 tháng 1 năm 2009 trên kênh HTV9.

## Nội dung
Hoa thiên điểu xoay quanh Nhã Lan (Anh Thư), một người vợ hiền dịu và trong sáng và rất mực yêu thương chồng. Hoàng Dũng (Cao Minh Đạt), chồng của Nhã Lan. Hoàng Dũng là trưởng phòng sở quy hoạch kiến trúc, thành đạt và lịch thiệp.

## Diễn viên
- Trương Minh Quốc Thái trong vai Đinh Hùng
- Anh Thư trong vai Nhã Lan[4]
- Cao Minh Đạt trong vai Hoàng Dũng[5]
- NSƯT Việt Anh trong vai Anh Quân
- NSƯT Mỹ Duyên trong vai Thu Hà[6]

Cùng một số diễn viên khác....

## Nhạc phim
- Em hãy ra đi

Sáng tác: Tuấn Khanh
Thể hiện: Nhật Thanh
- Vực sâu

Sáng tác: Tuấn Khanh
Thể hiện: Nhật Thanh

## Giải thưởng
| Năm  | Giải thưởng    | Hạng mục                                | (Người) đề cử  | Kết quả       | Tham khảo |
| ---- | -------------- | --------------------------------------- | -------------- | ------------- | --------- |
| 2008 | Giải Cánh diều | Phim truyện truyền hình                 | —              | Cánh diều bạc | [ 7 ]     |
| 2008 | Giải Cánh diều | Đạo diễn xuất sắc                       | Nhâm Minh Hiền | Đoạt giải     | [ 7 ]     |
| 2009 | HTV Awards     | Nam diễn viên chính được yêu thích nhất | Cao Minh Đạt   | Đề cử         | [ 8 ]     |